# 3-(トリフルオロメチル)アニリン
3-(トリフルオロメチル)アニリン (3-(trifluoromethyl)aniline) は、化学式がCF3C6H4NH2の化合物で、芳香族アミンの一つ。
除草剤のフルオメツロンの合成における中間体である。トリフルオロトルエンのニトロ化および還元により3-(トリフルオロメチル)アニリンを得る。その後、尿素基に変換されフルオメツロンとなる。